# Golpe de Três de Novembro

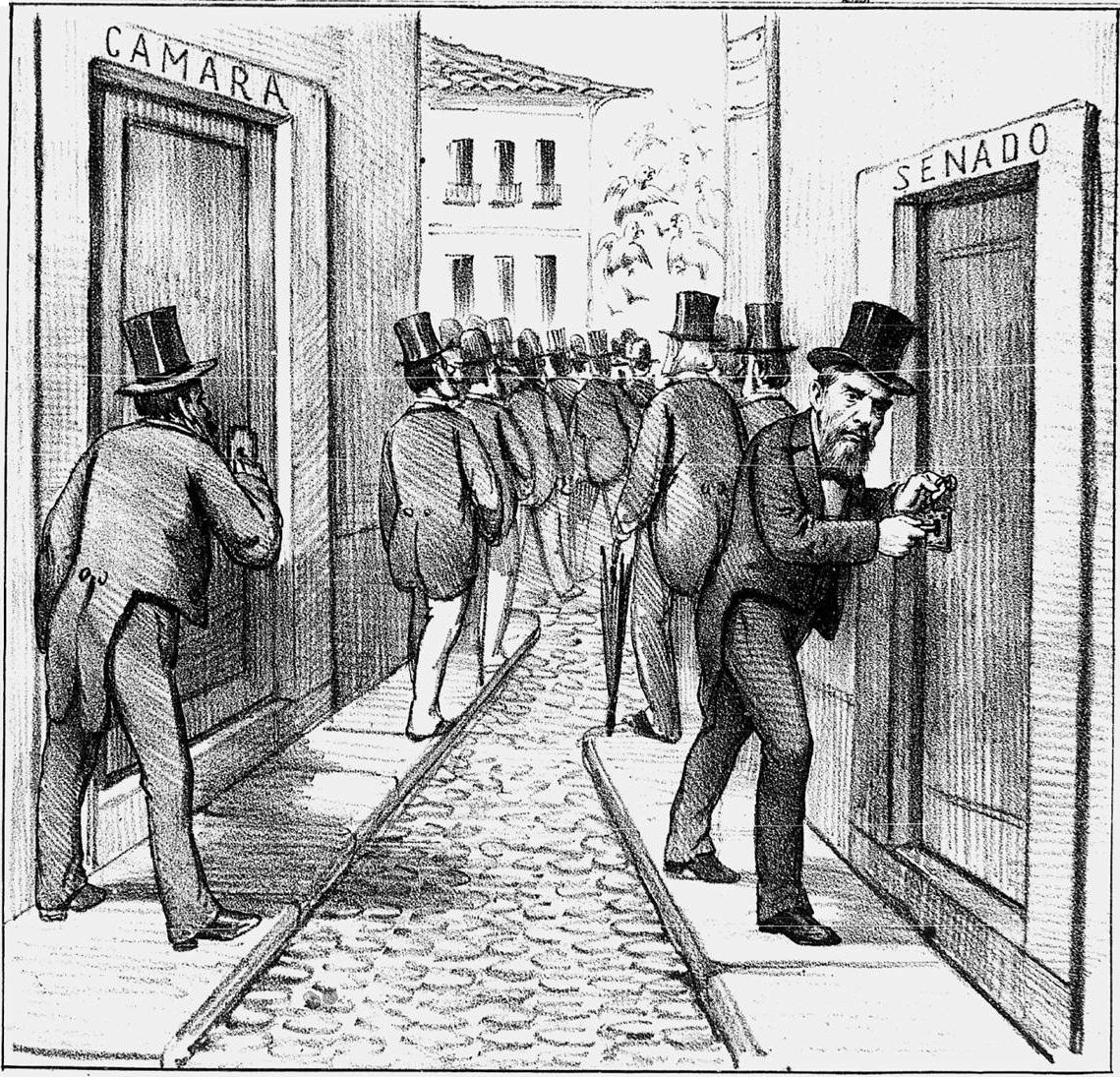
Fechamento do Congresso.

Golpe de Três de Novembro foi como ficou conhecido na história do Brasil, o golpe do então presidente, marechal Deodoro da Fonseca, quando este dissolveu o Congresso Nacional no dia 3 de novembro de 1891. Nesta data, o presidente assinou dois decretos, um dissolvendo o congresso e o outro decreto instaurava o estado de sítio, pelo qual ficavam suspensas todas as disposições da nova constituição republicana relativas aos direitos individuais e políticos. A partir daquele momento, qualquer pessoa poderia ser presa sem direito a habeas corpus ou defesa prévia.
Neste mesmo dia, o Exército do Brasil cercou a Câmara e o Senado, prendendo opositores e alguns ex-aliados de Deodoro, como Quintino Bocaiuva. 
Este golpe é considerado um dos estopins da Revolução Federalista.